# Vieska, Veľký Krtíš
Vieska este o comună slovacă, aflată în districtul Veľký Krtíš din regiunea Banská Bystrica. Localitatea se află la altitudinea de 188 m deasupra n.m., se întinde pe o suprafață de 3,31 km2 și în 2017 număra 212 locuitori.

## Istoric
Localitatea Vieska este atestată documentar din 1447.

## Demografie
| An:                | 1994 | 2004   | 2014   | 2024    |
| ------------------ | ---- | ------ | ------ | ------- |
| Număr de persoane: | 199  | 208    | 219    | 188     |
| Diferență:         |      | +4,52% | +5,28% | −14,15% |

| An:                | 2023 | 2024   |
| ------------------ | ---- | ------ |
| Număr de persoane: | 186  | 188    |
| Diferență:         |      | +1,07% |